# Щепкін Михайло Семенович
Ще́пкін Миха́йло Семе́нович (6 [17] листопада 1788, Красне, Курська губернія, Російська імперія —11 [23] серпня 1863, Ялта, Таврійська губернія, Російська імперія) — актор, визначний діяч української та російської сцени. Сценічну діяльність почав у трупі Івана Штейна та О. Калиновського; у 1813—1821 pp. — актор полтавського театру, керованого Іваном Котляревським, який вкупі з іншими допоміг викупити Щепкіна з кріпацтва. Після короткочасного перебування в трупі І. Штейна дебютував 1822 у московському театрі (від 1824 — Малий театр), де й виступав до кінця свого життя, зазнавши особливої слави в драмах Грибоєдова та Гоголя. В українському репертуарі був першим Виборним та Чупруном у п'єсах Івана Котляревського «Наталка-Полтавка» та «Москаль-Чарівник», що залишилися найкращими в його репертуарі. Щепкін був приятелем Тараса Шевченка і на його честь ставив «Москаля-Чарівника» в Нижньому Новгороді 1857. Шевченко подарував йому свій автопортрет і присвятив поему «Неофіти».

## Біографія
Народився у с. Красному Курської губернії у сім'ї селянина-кріпака. Початкову освіту здобув у повітовому училищі в Суджі. Навчання продовжував у Курському губернському училищі. У 1805 почав сценічну діяльність у напівкріпосній трупі Курського театру братів Барсових. На сцені цього театру Щепкін вперше почав втілювати правду сценічного характеру, природність поведінки дійової особи, заклав основи теорії і практики сценічного реалізму. 3 1816 за рекомендацією Петра Барсова перейшов до Харкова в трупу антрепренерів Штейна та Калиновського, де за короткий час здобув визнання.
У 1818-21 — актор Полтавського театру під керівництвом Івана Котляревського, який допоміг викупити Щепкіна з кріпацтва у графині Волькенштейн. У 1819 на полтавській сцені поставлені «Наталка Полтавка» та «Москаль-чарівник» І. Котляревського, в яких Щепкін створив вражаючі своєю правдивістю художні образи виборного Макогоненка і селянина Михайла Чупруна. Актор зумів виявити глибокі знання життя і побуту українського народу, на яких будував образи своїх героїв. Пізніше «Наталка Полтавка» і «Москаль-чарівник» з великим успіхом ішли на сцені Академічного Малого театру в Москві та Александринського театру в Петербурзі. Щепкін переніс на російську сцену справжню українську народність, з усім її гумором та комізмом. Мандруючи по Україні, трупа ознайомлювала глядачів багатьох міст з найкращими творами української та світової драматургії.

21.01.1821 у Харкові вперше поставлено «Наталку Полтавку». В сезоні 1821-22 Щепкін виступав у Києві.

На переднем плане справа — здание «театра » (Курськ). Гравюра А. Ухтомського 1821 по малюнку І. Рамбауера. Збільшений фрагмент

1822 — переїхав до Академічного Малого театру в Москві, де працював сорок років і завершив розпочату ще в Україні реформу театрального мистецтва. Працюючи в Росії, актор не поривав своїх творчих зв'язків з Україною і українським театром. Твори І. Котляревського і Г. Квітки-Основ'яненка Щепкін увів до діючого репертуару російського театру і не розлучався з ролями у них до кінця своєї творчості.
Актор користувався кожною нагодою, щоб побувати в Україні. Гастролював у Харкові (1829, 1842, 1845, 1850), Одесі (1837, 1845, 1846, 1850), Києві (1843), Миколаєві, Херсоні, Сімферополі (1846), Полтаві (1850).
1857 Щепкін спеціально приїхав до Нижнього Новгорода, щоб зустріти Шевченка, який повертався із заслання.
Не обмежувався участю у виставах — часто виступав перед акторами з бесідами про акторську і режисерську майстерність. Виробив свою систему праці над образом, що проповідувала нові засоби театральної виразності, які б виходили з життєвої правди і були зумовлені нею. Водночас Щепкін радив, щоб актор ніколи не копіював життя, а прагнув до художнього узагальнення дійсності, всебічного розкриття на сцені її внутрішнього змісту. Перший заклав основи «театру переживання», перевтілення в сценічний образ. Щепкінський метод розкриття внутрішньої суті сценічного образу підхопили і розвинули його учні та послідовники (Марко Кропивницький, Марія Заньковецька, Микола Садовський, Панас Саксаганський).
Під час одного з читань Гоголя на відкритому повітрі він застудився і сильно захворів. Помер 11 серпня 1863 в Ялті. Тіло його перевезли до Москви і поховали на П'ятницькому цвинтарі. Над могилою спорудили пам'ятник з великого необробленого каменю з епітафією: «Михайлу Семеновичу Щепкіну, артистові і людині».

## Творчість
Основні ролі: Виборний, Чупрун («Наталка Полтавка», «Москаль-чарівник» І.Котляревського), Шельменко («Шельменко-денщик» Г.Квітки-Основ'яненка), городничий («Ревізор» М.Гоголя), Симон («Матрос» Соважа і Делур'є), Гарпагон, Арнольф («Скупий, або Школа брехні», «Школа жінок» Мольєра), Міллер («Підступність і кохання» Шіллера), Шейлок («Венеціанський купець» Шекспіра), Барон («Скупий лицар» Пушкіна) та ін.

## Щепкін і Шевченко

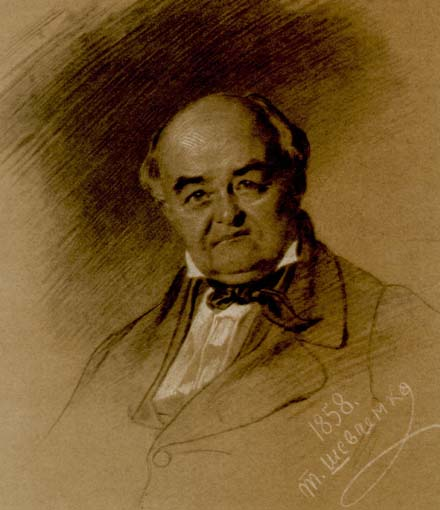
Портрет роботи Шевченка 1858

Початок дружби між цими двома видатними українцями сягає 40-х років ХІХ століття. Крім любові до України, з'єднувала їх і спільна доля — обидва були колись кріпаками, обом довелося важкою працею здобути собі звільнення від ганебного рабства. 1844-го року Тарас Шевченко присвячує Михайлу Щепкіну дві свої поезії — «Заворожи мені, волхве» і «Чигрине, Чигрине» зі знаменитими рядками: «За що ж боролись ми з ляхами? За що ми різались з ордами? За що скородили списами Московські ребра?».
Збереглося велике листування між двома друзями. Писав Тарас до старшого друга (а різниця між ними була в 26 років) суто українською мовою і ніколи російською. В листах до інших своїх товаришів Шевченко називає Щепкіна: «геніальний актор», «великий друг мій», «щира козацька душа». Коли Шевченко повертався Волгою з десятирічного заслання, Щепкін поїхав йому на зустріч до Нижнього Новгороду, попри те, що було йому вже майже 70 років. Зустріч з актором після такої тривалої розлуки настільки вразила поета, що Тарас присвячує Михайлу свою поему «Неофіти», яку тільки-но створив, ставлячи в посвяті дату приїзду Щепкіна до Н.Новгороду: «М.С. Щепкіну на пам'ять 24 грудня 1857-го року».
На прохання Шевченка, Михайло Щепкін разом з нижньогородською театральною трупою організовує виставу «Москаля-чарівника», де сам Щепкін, як завжди, грає Чупруна. Дружба між Щепкіним і Шевченком продовжується до самої смерті Великого Кобзаря. На згадку про велику дружбу Щепкіна і Шевченка залишився портрет українського актора, який Тарас зробив 1858-го року після незабутньої для нього зустрічі у Нижньому Новгороді.
|  | Лист Т. Г. Шевченка до М. С. Щепкіна. 12 листопада 1857. Нижній Новгород Друже мій давній, друже мій єдиний! Із далекої киргизької пустині, із тяжкої неволі вітав я тебе, мій голубе сизий, щирими сердечними поклонами. Не знаю тільки, чи доходили вони до тебе, до твого щирого великого серця? Та що з того, хоч і доходили? Якби-то нам побачиться, якби-то нам хоч часиночку подивиться один на одного, хоч годиночку поговорить з тобою, друже мій єдиний! Я ожив би, я напоїв би своє серце твоїми тихими речами, неначе живущою водою! Тепер я в Нижнім Новгороді, на волі, — на такій волі, як собака на прив’язі. Так, щоб подивиться мені на тебе, великий мій друже, я, сидячи отут, от що видумав: чи не найдеться коло Москви якого-небудь села, дачі або хутора з добрим чоловіком? Якщо є у тебе такий чолов’яга з теплою хатою, то напиши мені, батьку, брате мій рідний! А я й приїду хоч на один день, хоч на одну годиночку. Зробімо так, мій славний друже! А якого б я тобі гостинця привіз ік празнику! уже так що гостинець! Порадься з своїм розумним серцем, мій друже єдиний! Та якщо можна буде побачиться нам і поколядувать на сих святках укупі, то поколядуємо. А до того року Бог знає, чи дождемося. Вибач мені, моє серце, за мою щирість, і як і що придумаєш, то напиши мені, а тим часом оставайся здоровий і веселий і не забувай іскреннього твого друга і поклонника Т. Шевченка. |

## Цікаві факти
Останні свої дні провів у Ялті. В останні хвилини життя поруч зі Щепкіним був український письменник і за сумісництвом лікар Степан Руданський.

Іменем Щепкіна названі найстаріша театральна школа Москви Вище театральне училище імені М. С. Щепкіна, Сумський обласний музично-драматичний театр, Білгородський обласний драматичний театр. У 1895 у м. Суджа (Курська обл. РФ) пам'ятник.

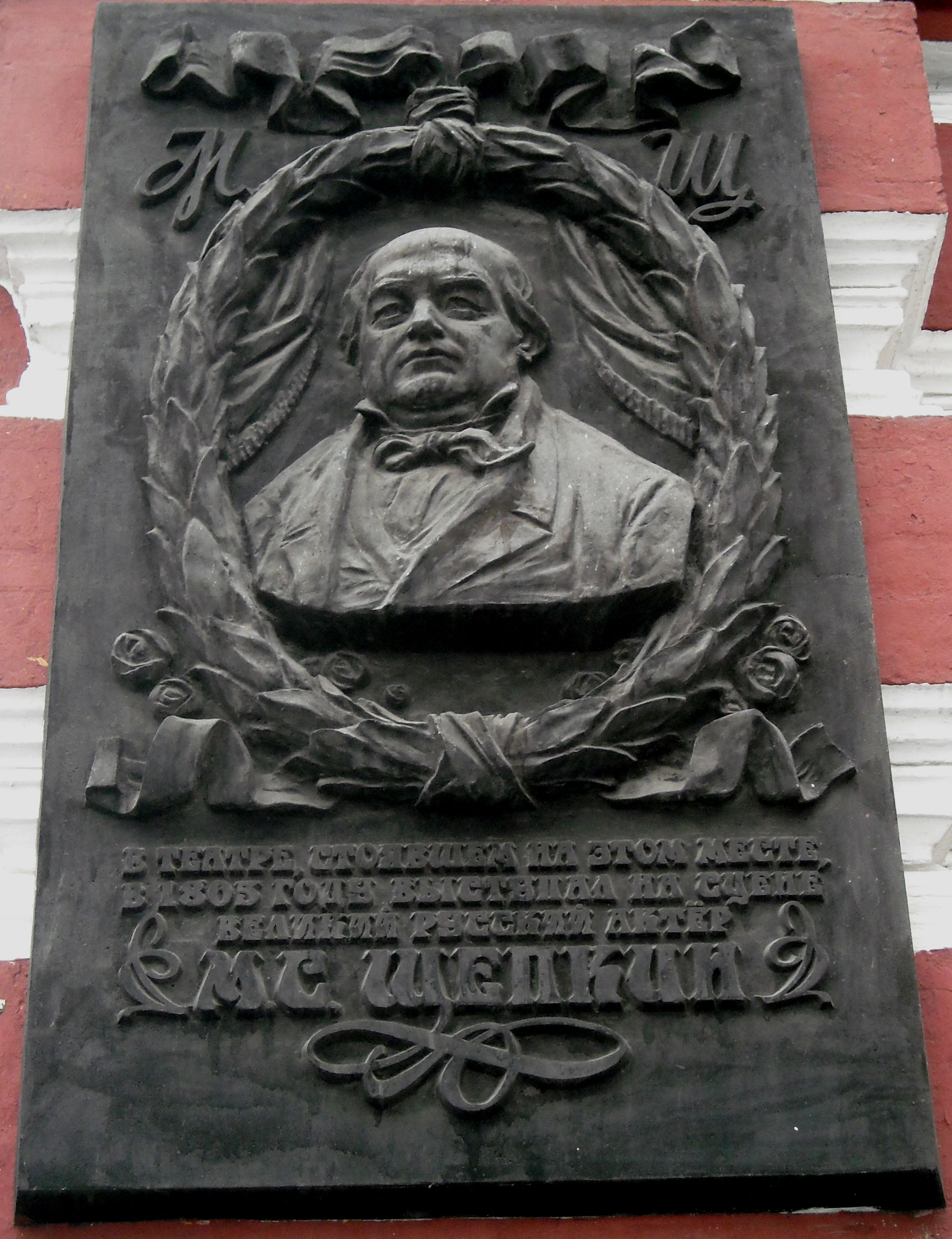
Памятна дошка (Курськ)
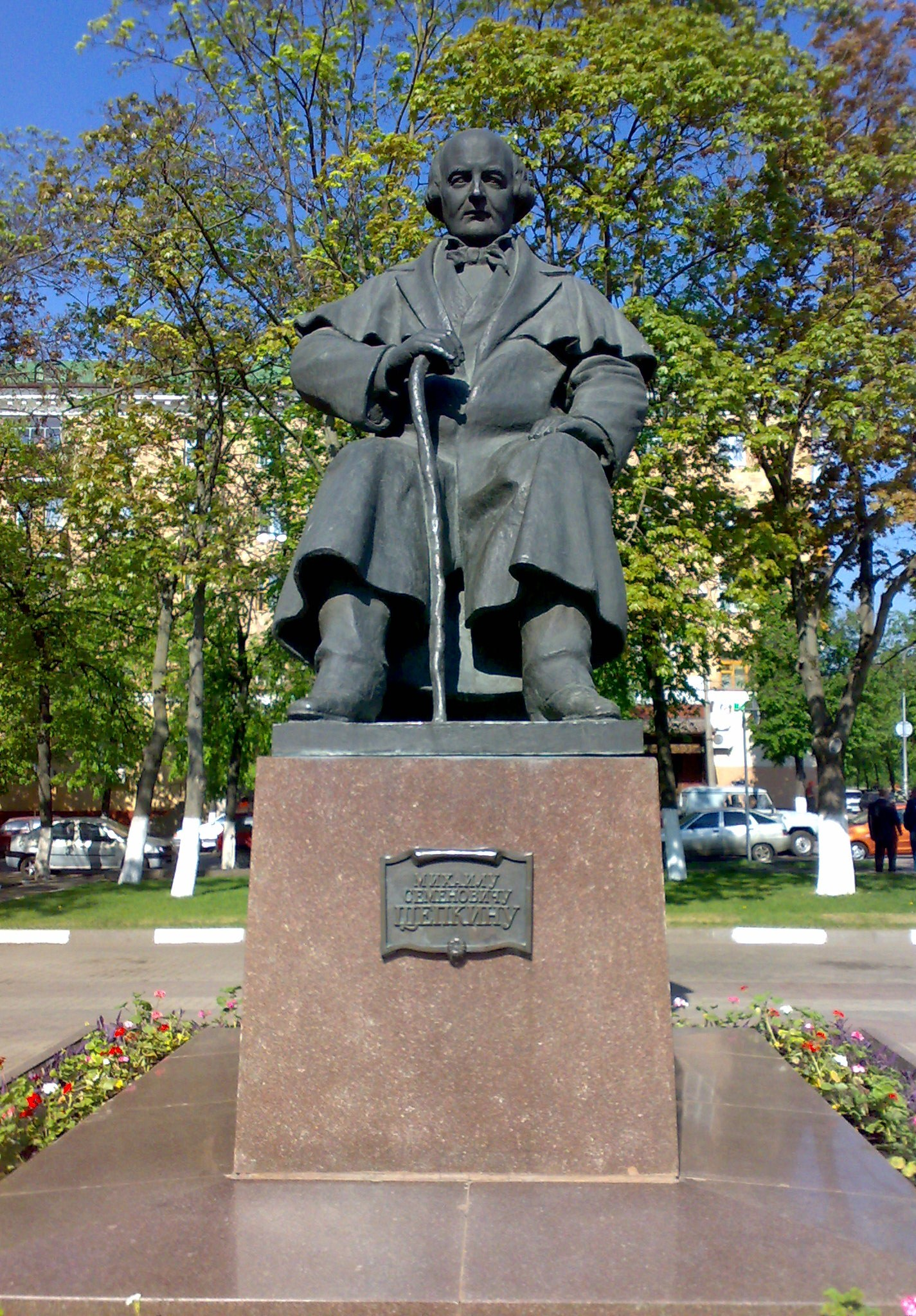
Памятник (Бєлгород)
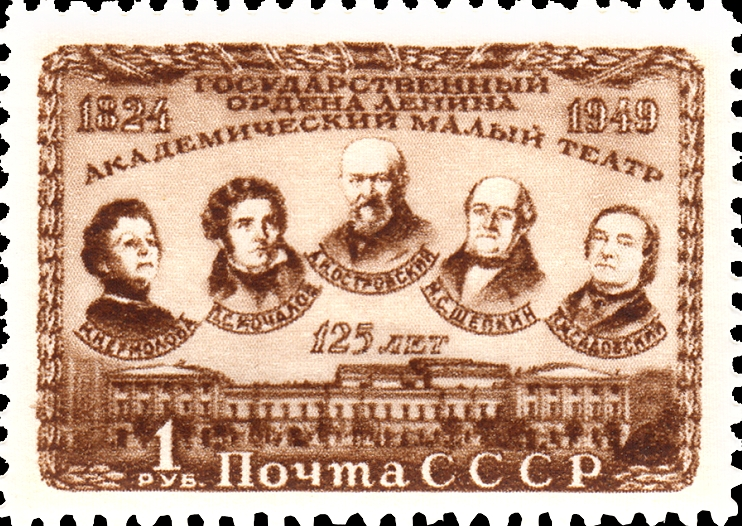
Марка 1949
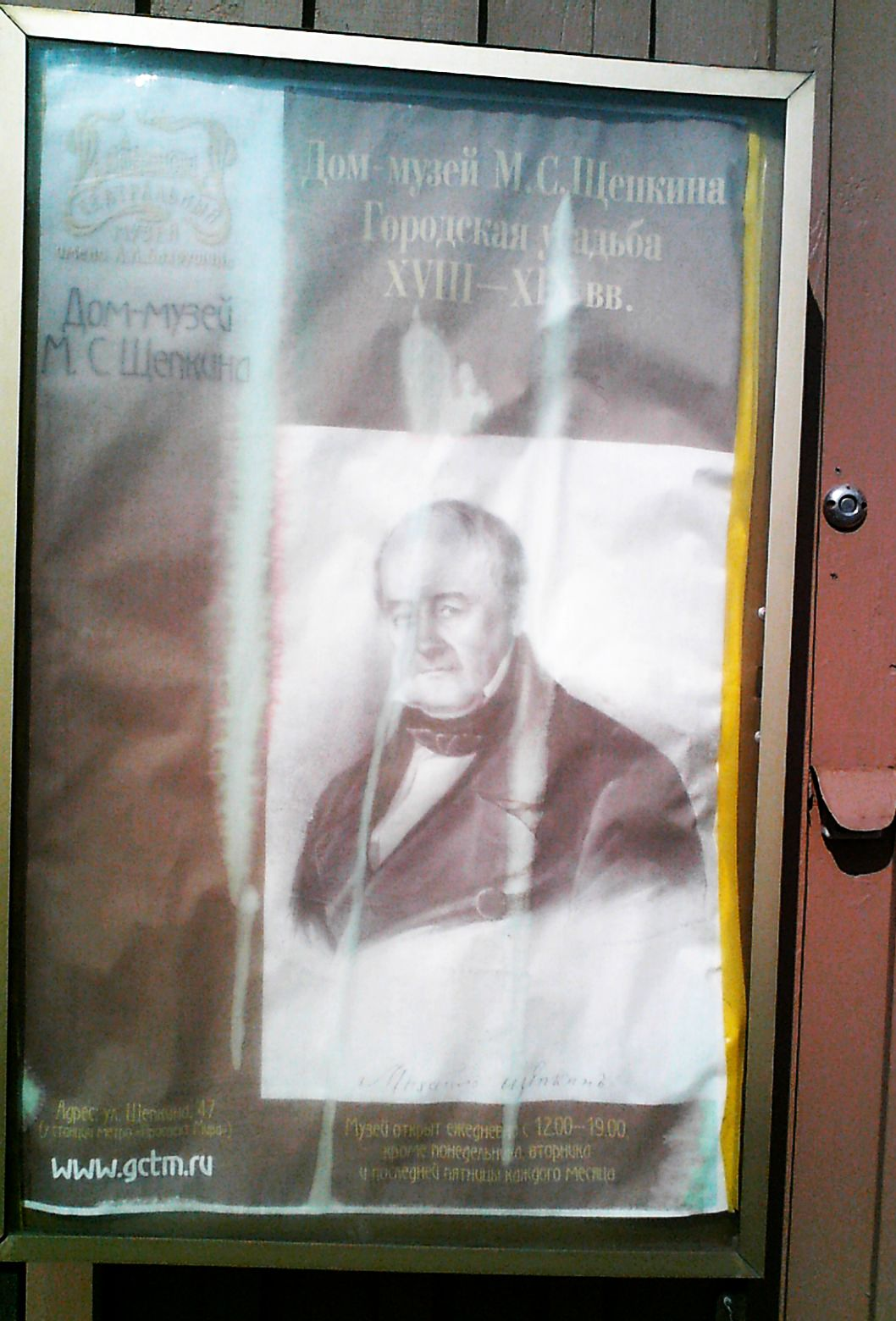
Дім-музей в Москві
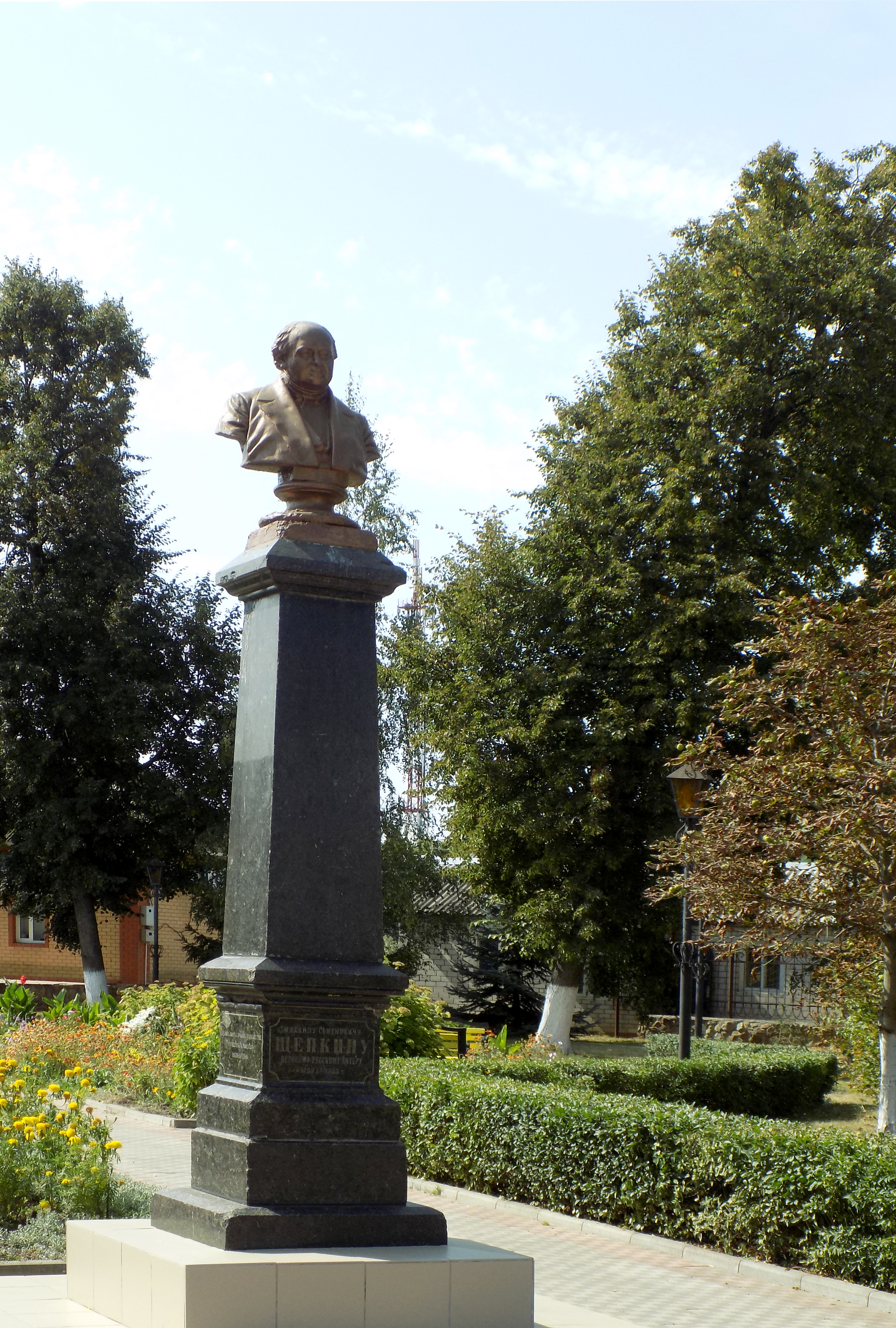
Памятник (Суджа)
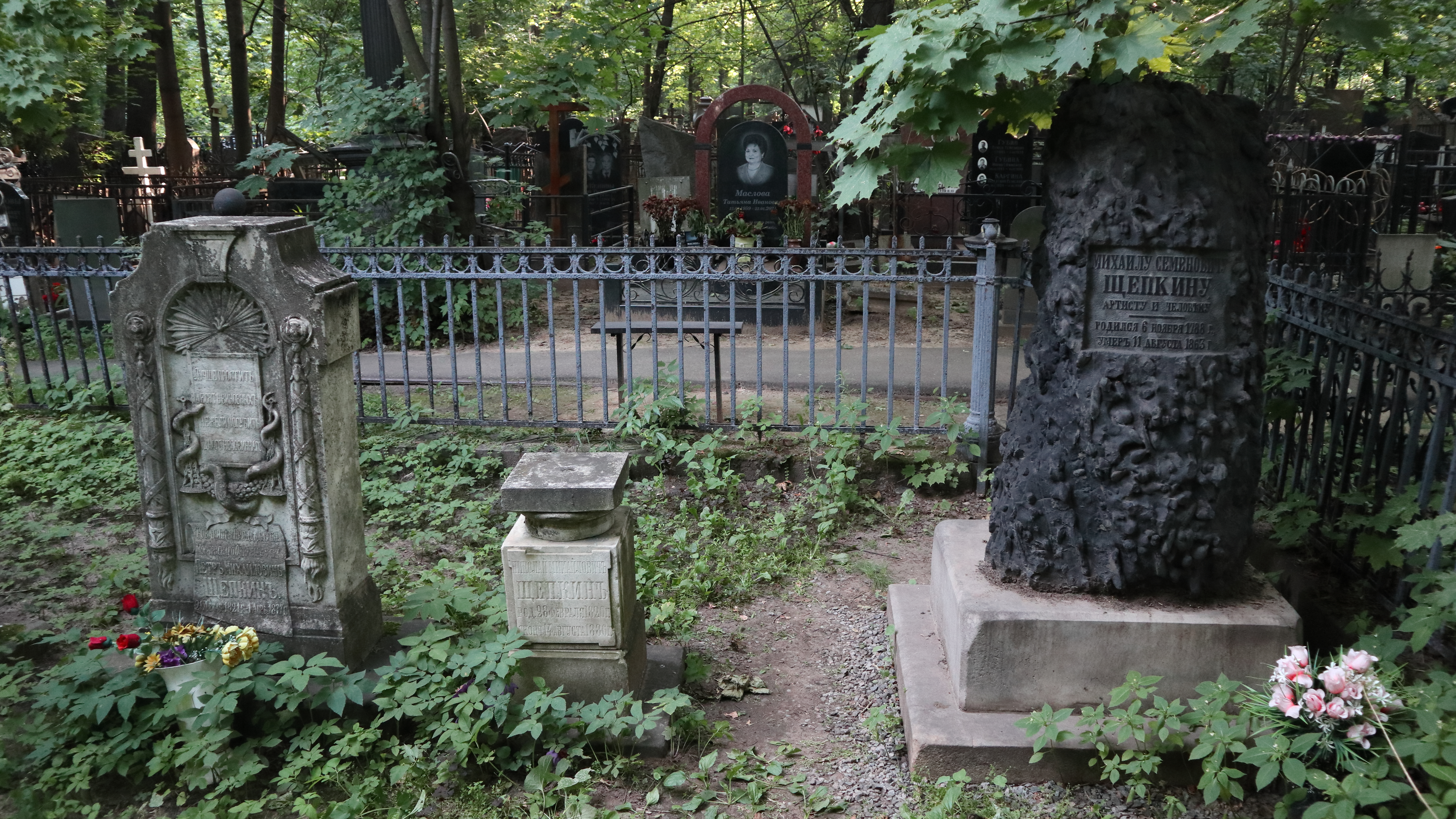
Поховання на Пятницькому кладовищі (Москва)
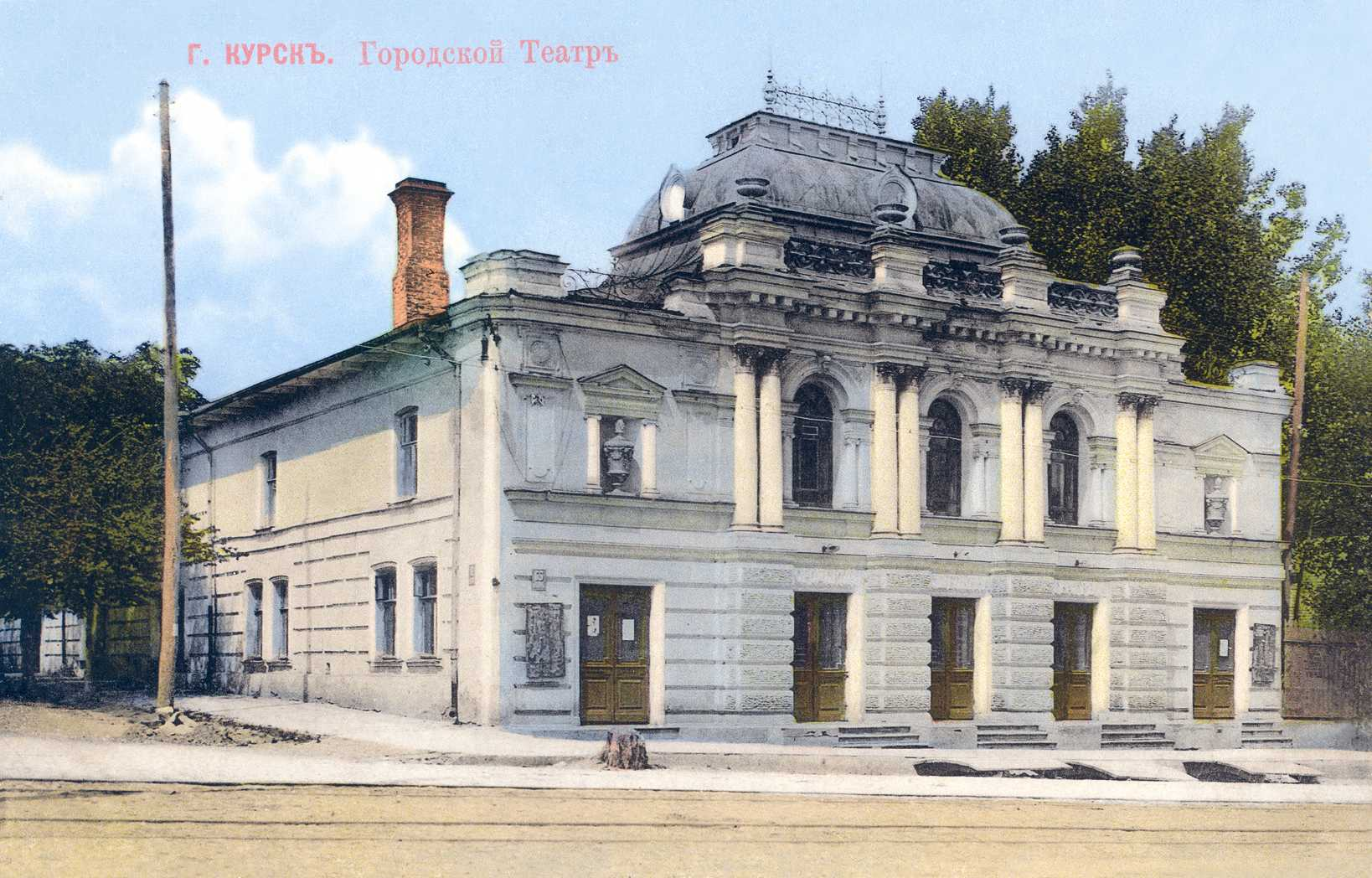
Листівка, стара будівля Курського театру ім. М.Щепкіна (1937 перейм. у Пушкіна)